# Orfelia souzai
Orfelia souzai är en tvåvingeart som beskrevs av Lane 1959. Orfelia souzai ingår i släktet Orfelia och familjen platthornsmyggor. Inga underarter finns listade i Catalogue of Life.